# Вельяминов-Зернов, Юрий Иванович
Юрий Иванович Вельяминов-Зернов (годы рождения и смерти неизвестны) — воевода в правление царей Фёдора Иоанновича и Бориса Фёдоровича. Сын Ивана Юрьевича Вельяминова-Зернова.

## Биография
В 1581-1582 годах Ю. И. Вельяминов-Зернов служил воеводой в Рязани. Зимой 1589/1590 года в звании есаула царского полка принимал участие в походе русской армии под предводительством царя Фёдора на шведские владения в Прибалтике.
В апреле 1590 года Юрий Вельяминов-Зернов был отправлен на воеводство в Шацк. В 1594-1595 годах — воевода в Копорье. В 1596 году Ю. Вельяминов и Г. Витовтов были отправлены в Ивангород для размежевания участка границы между Швецией и Россией (между городами Орешек и Выборг).
В 1597 году Юрий Иванович Вельяминов вторично находился на воеводстве в Шацке, в 1600-1601 годах — второй воевода во Пскове вместе с боярином князем А. И. Голицыным и И. О. Полевым. 20 мая 1604 года «указал государь царь … Борис Федорович … послати к засекам воевод и голов засек дозирати и делати, а по вестям для приходу воинских людей быть им же… К лихвинской к Уляжской засеки воевода Юрья Вельяминов…»
Владел поместьями в Вяземском уезде (10 деревень).